# نظرية كوكس فوربس

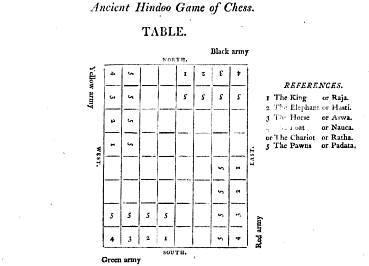
توضيح كوكس للعبة الشطرنج القديمة الهندوسية (1801).

نظرية كوكس فوربس هي نظرية أُثبت عدم صحتها منذ وقت طويل حول تطور الشطرنج وضعها الكابتن هيرام كوكس (1760–1799) ووسعها البروفيسور الإسكتلندي دنكان فوربس (1798–1868).
تقول النظرية أن شطرنج أربعة لاعبين (شطوراجي) أصله من الهند ويعود لتاريخ 3آلاف سنة قبل الميلاد وأنه نتيجة لبعض القوانين أو لصعوبة إيجاد العدد الكافي من اللاعبين؛ تطورت اللعبة إلى لعبة بلاعبين (شطورانجا)، ولاسباب دينية أو قانونية في الهندوسية تم التخلي عند النرد في اللعب وأصبحت لعبة تعتمد على المهارة فقط.

## النظرية
نتجت النظرية من مقال بواسطة هيرام كوكس نشر بعد وفاته سنة 1801 في جريدة البحوث الأسيوية، وكان هذا المقال تعليقا على مقال آخر سابق بواسطة السير وليام جونز والذي شمل ذكر النص الهندي بهافيشيا بورانا والذي اعتقد أن تاريخه يرجع إلى 3000 سنة قبل الميلاد، حيث قال جونز أن ذلك النص يحوي وصفا للعبة شطرنج بأربع لاعبين عبارة عن حوار بين یودهیشتیرا وفياسا  وأن شطرنج اللاعبين الأربعة متغيرة من اللعبة الأصلية بلاعبين. غير أن مقال كوكس «حول لعبة شطرنج بورما ومقانتها بالعبة الهندية» اقترح أن نسخة اللاعبين الأربعة هي أقدم نسخة للشطرنج وقال أن هذه اللعبة «ذُكرت في أقدم كتب القانون وقيل أنه تم ابتكارها من قبل زوجة رافانا» مشيرا إلى ملك سري لانكا الأسطوري وقال أن رافانا عاش قبل 3800 سنة قبل الميلاد.
طور فوربس هذه الفكرة في كتابة تاريخ الشطرنج 1860، وقبِل تاريخ 3 آلاف سنة قبل الميلاد التي يرجع إليها تاريخ البورانا ، وفي شرحه قال أن نسخة اللاعبين الأربعة بالنرد سميت شطورانجا وأصر أن شطورجي هو خطأ في التسمية يشير في الواقع لشرط نصر في اللعبة يشبه كش مات، وفي كتابه قال أن اللاعبين المتضادين في الزوايا يلعبان حلفاء ضد الفريق الآخر وقال أن هذه الشطورانجا تطورت تدريجيا إلى نسخة بلاعبين اثنين من دون نرد لما اعتمدها الفارسيون وسميت شطرنج (Chatrang) وأكد أن هذا الاسم أصبح لاحقا "Shatranj" بسبب النطق العربي.

## الرفض
أقدم نصوص البورانا حاليا يعود إلى 500 سنة قبل الميلاد وليس 3 آلاف،  وإلى جانب ذلك وجد ألبرخت ويبر (1825–1901) ومؤرخ الشطرنج الدنماركي أنتونيوس فان دير ليند (1833–97) أن اقتباس فوربس من بورانا لم يحوي حتى المعلومات التي زعمها. وأثناء عملهما على تاريخ الشطرنج Geschichte und Litteratur des Schachspiels (برلين، 1874 مجلدين) وجد فان دير ليند أن النص الحقيقي الذي بنى عليه فوربس نظريته هو تيتيتافا راغوناندانا والذي كُتب حوالي سنة 1500 وليس 3000 قبل الميلاد كما زعم فوربس. واعتقد فان دير ليند أن فوربس تعمد الكذب وغضب من ذلك.
كتب جون وايت سنة 1898 أن فوربس لم يتعمد التضليل لكنه أصر على أن فوربس لم يستغل جيّدا المصادر التي كانت بحوزته، ونتيجة لذلك فإن نظريته الآن مرفوضة من قبل جميع المؤرخين المشهورين.